# 이은영 (1952년)
이은영(李銀榮, 1952년 3월 1일 ~ )은 한국외국어대학교 법학전문대학원 교수이자 제17대 국회의원이다. 본관은 단양이다. 열린우리당 소속 당시, 로스쿨 법안에 대해 발의한 국회의원이다.
서울대학교 법과대학 학사와 석사학위를 취득했으며 독일 튀빙겐대학교 법대를 졸업(법학박사)하였다.
귀국 후 기존 학설과 다른 학설을 주장해 "미시즈(Mrs) 소수설"이라고 불렸다.

### 저서
저서로는 Bewohnung eines Wohnraums auf Grund dinglicher Nutzungsrechte und ihre Entgeltlichkeit in Zusammenhang mit Antichrese(Tübingen Uni. 1977), 민법총칙(박영사, 제4판, 2005), 물권법(박영사, 개정판, 2000), 채권총론(박영사, 개정판, 1999), 채권각론(박영사, 제5판, 2005), 민법 I(박영사, 제4판, 2005), 민법 II(박영사, 제4판, 2005), 약관규제론(박영사, 제5판, 1984), 독일법(공저, 박영사, 1987), 약관규제법(박영사, 1994), 법여성학강의(박영사, 제2판, 2004) 등이 있다.

## 역대 선거 결과
| 실시년도 | 선거   | 대수 | 직책     | 선거구   | 정당       | 득표수      | 득표율          | 순위          | 당락 | 비고 |
| -------- | ------ | ---- | -------- | -------- | ---------- | ----------- | --------------- | ------------- | ---- | ---- |
| 2004년   | 총선   | 17대 | 국회의원 | 비례대표 | 열린우리당 | 8,145,824표 | \| \| 38.26% \| | 비례대표 17번 |      | 초선 |
|          | 38.26% |      |          |          |            |             |                 |               |      |      |